# ジョン・ユー
ジョン・チョーン・ユー（英: John Choon Yoo、朝: 유 준、1967年7月10日 - ）は、アメリカ合衆国の弁護士、法学者。韓国系アメリカ人。共和党党員。

## 経歴
1967年、大韓民国ソウル特別市生まれ。1989年にハーバード大学を最優等で卒業し、1992年にはイェール・ロー・スクールで法務博士を取得。
2001年から2003年までジョージ・W・ブッシュ政権の法律顧問としてジョン・アシュクロフトアメリカ合衆国司法長官の長官補代理を務める。本来海賊や人身売買に適用されてきた人類の敵の定義をテロにまで拡大する主張を行っており、テロリストに法的保護は必要ないとして予防戦争、NSAの令状なし盗聴プログラムやグアンタナモ湾収容キャンプでの拷問や無期限拘留を正当化したことはリベラル派などから強い非難を浴び、戦争犯罪を追及する声も出ている。